# Чайкув-Полудньови
Чайкув-Полудньови (пол. Czajków Południowy) — село в Польщі, у гміні Сташув Сташовського повіту Свентокшиського воєводства.
Населення — 332 особи (2011).

## Демографія
Демографічна структура на день 31 березня 2011 року:
|          | Загалом | Допрацездатний вік | Працездатний вік | Постпрацездатний вік |
| -------- | ------- | ------------------ | ---------------- | -------------------- |
| Чоловіки | 167     | 30                 | 114              | 23                   |
| Жінки    | 165     | 31                 | 97               | 37                   |
| Разом    | 332     | 61                 | 211              | 60                   |